# Nemicolopterus
Nemicolopterus crypticus (gr., "l'amagat habitant alado del bosc") és una espècie de pterosaure pterodactiloïdeu descoberta l'any 2008. Va viure fa 120 milions d'anys en el que ara és la part occidental de la Xina en el nord-est de la província de Liaoning.

## Característiques
La seva envergadura, de poc menys 25 centímetres ho converteix en el pterosaure conegut més petit. L'espècie mancava de dents i segons altres característiques anatòmiques -entre altres, en la curvatura de les falanges- possiblement va habitar en la copa dels arbres i s'alimentava d'insectes.

## Història evolutiva
Les dades obtingudes de la nova espècie van permetre elaborar una nova teoria sobre l'evolució dels rèptils voladors, que van sorgir fa uns 220 milions d'anys i es van extingir fa prop de 65 milions d'anys, segons els científics. Els pterosaures, que podien aconseguir més de 5 metres de longitud i van ser els primers vertebrats adaptats per al vol actiu, van tenir un ancestre comú amb els dinosaures, però cada grup va seguir una evolució pròpia. Els paleontòlegs indiquen que els grans pterosaures haurien descendit de formes diminutes de rèptils voladors, que vivien en les copes dels arbres i s'alimentaven d'insectes.